# 伊氏鱒
伊氏鱒，為輻鰭魚綱鮭形目鮭科的一種，為溫帶淡水魚，被IUCN列為極危保育類動物，分佈於歐洲俄羅斯達吉斯坦共和國克澤諾亞姆湖流域，深度可達50公尺，體長可達113公分，棲息在高山湖泊底層水域，生活習性不明。